# Blackstonie perfoliée
Blackstonia perfoliata
Espèce
Classification phylogénétique
La blackstonie perfoliée (Blackstonia perfoliata) est une espèce de plantes herbacées annuelle de la famille des Gentianacées.

## Historique et dénomination
La plante a été décrite par le naturaliste suédois Carl von Linné en 1762 sous le nom initial de Gentiana perfoliata.

### Synonymie
- Gentiana perfoliata L. basionyme
- Chlora perfoliata (L.) L[1]. À noter que ce nom de genre ne doit pas être confondu avec celui d'une autre plante appartenant aux Poaceae, à savoir Chloris.

### Noms vernaculaires
- Chlora perfoliée, Blackstonie perfoliée, Centaurée jaune.

## Description
C'est une plante érigée, d'un vert-gris pâle, aux feuilles presque triangulaires, les supérieures opposées soudées d'où le qualificatif perfoliée (la tige donne l'impression de passer à travers des feuilles). Les fleurs jaunes d'or, de forme très régulière, ont de 6 à 10 pétales et sont disposées en cyme.
La floraison a lieu de mai à septembre.

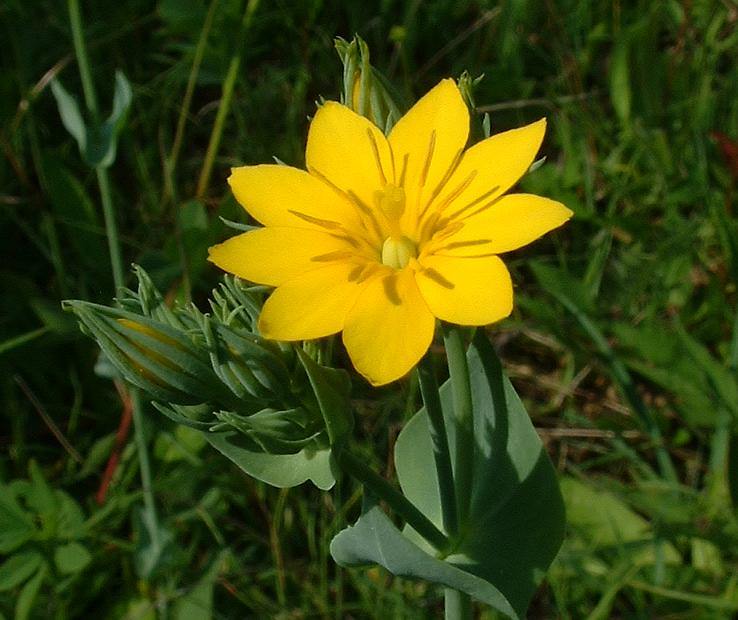
Fleur à neuf divisions
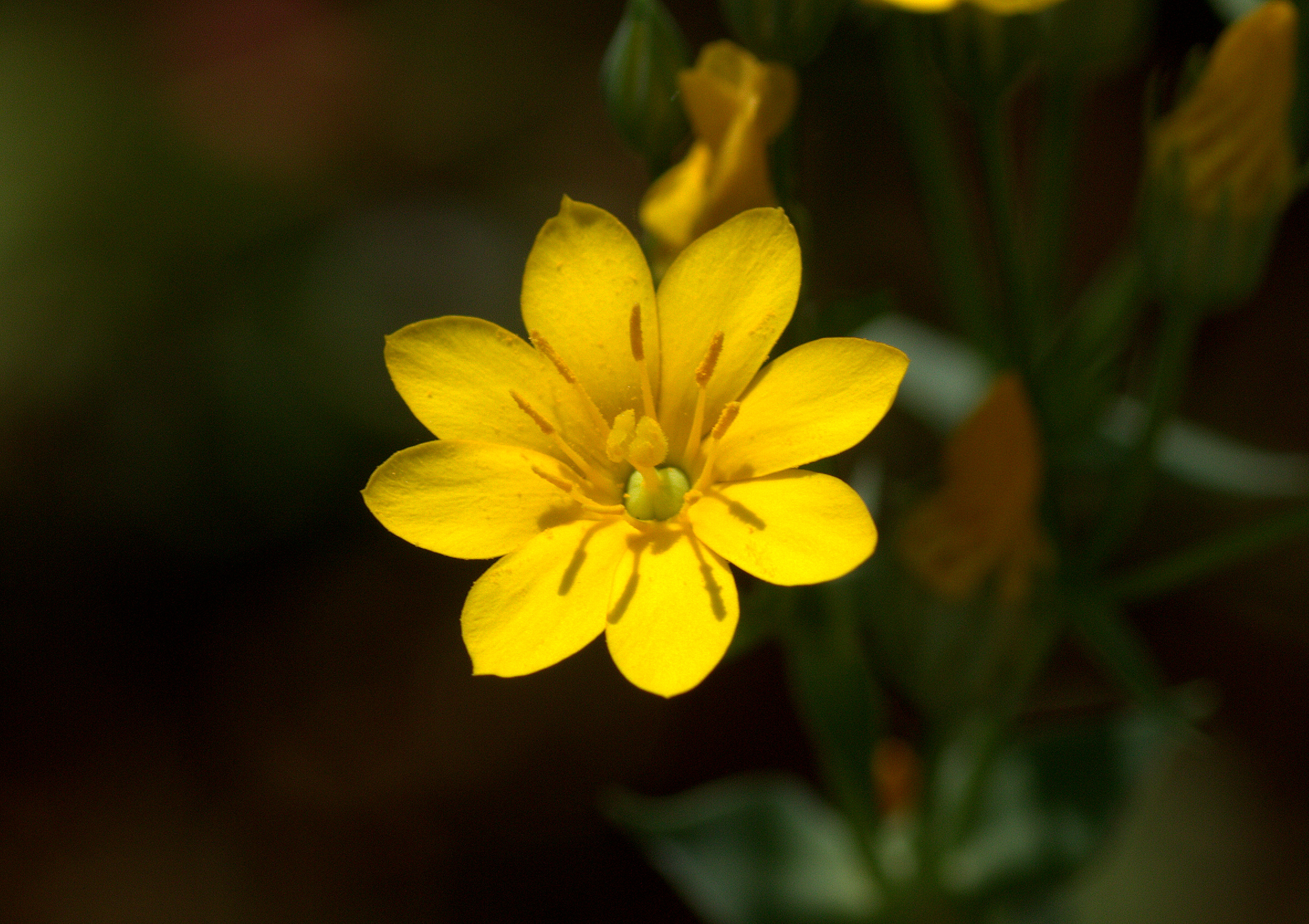
Fleur à huit divisions
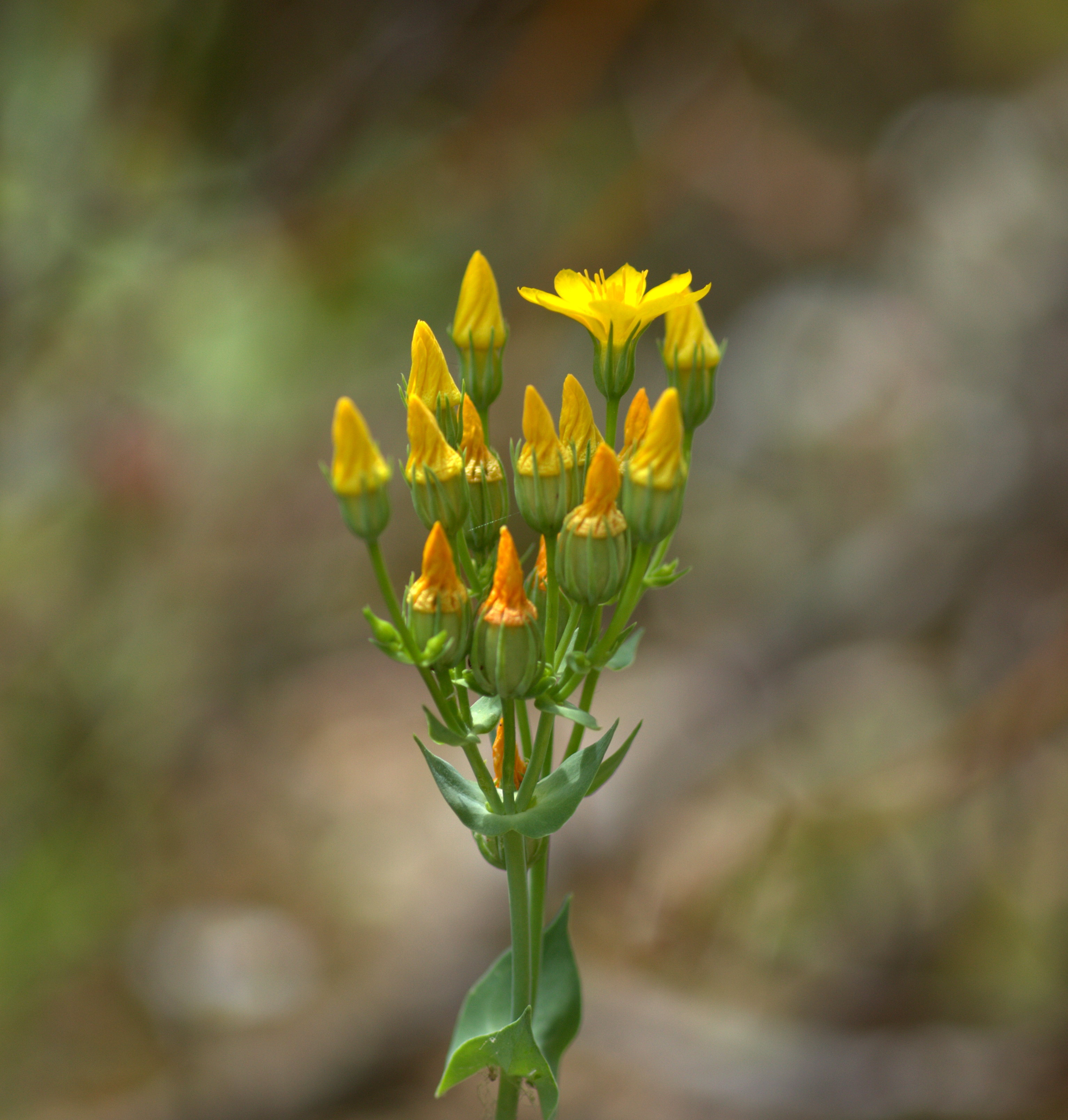
Inflorescence en cyme et feuilles décussées (successivement à angle droit le long de la tige)
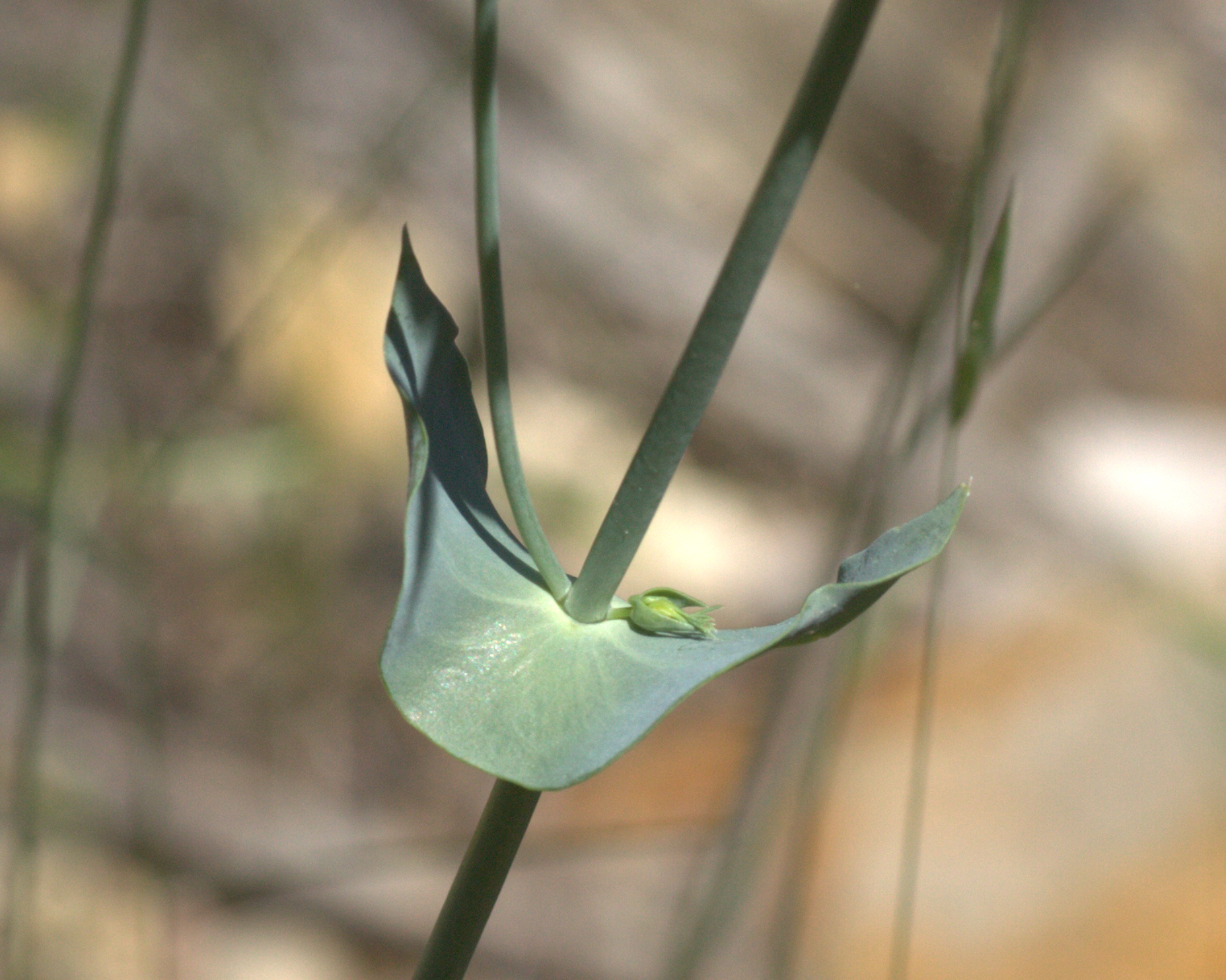
Feuilles connées (soudée à leur base), comme perforées par la tige.
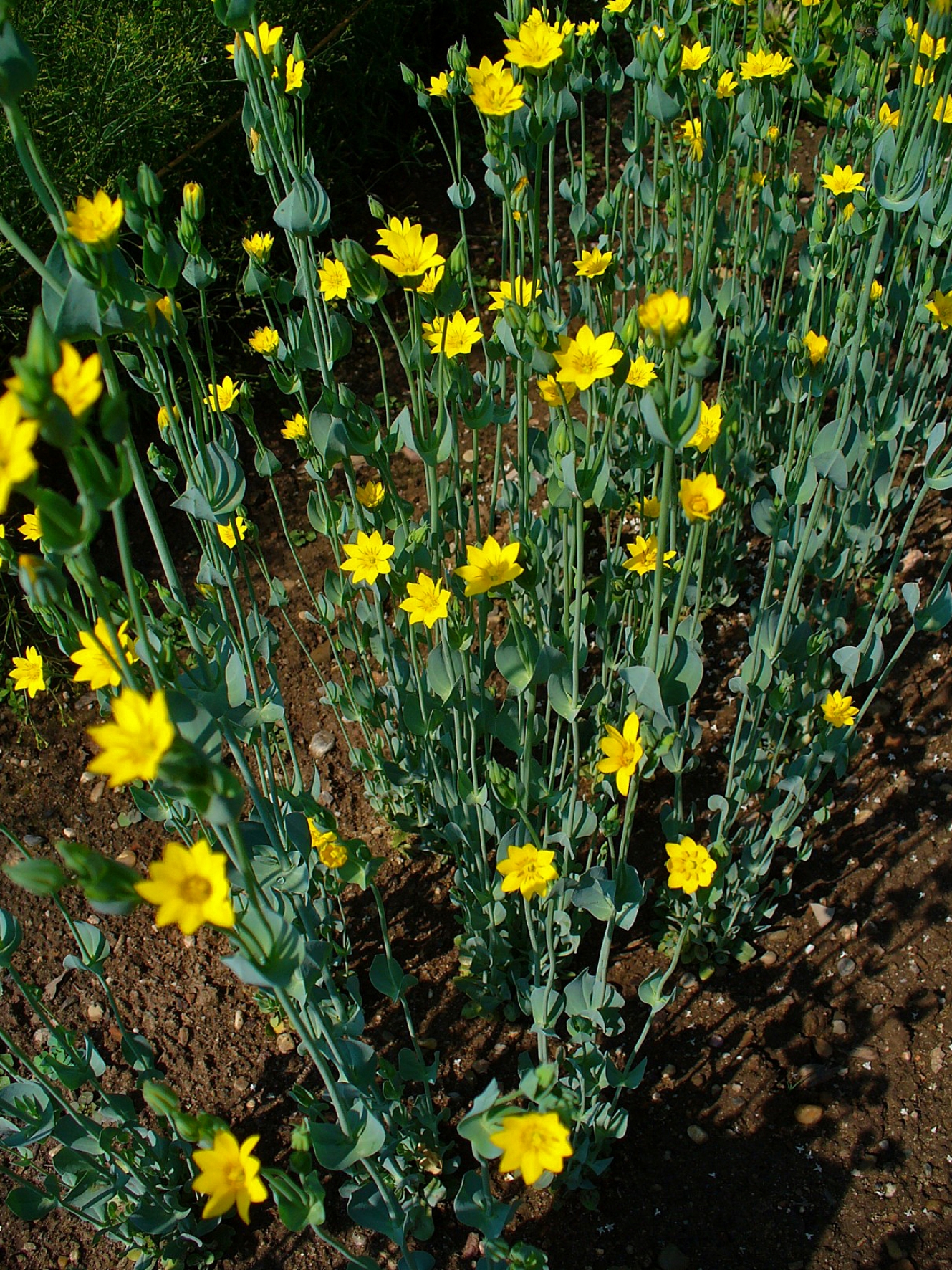
Habitus
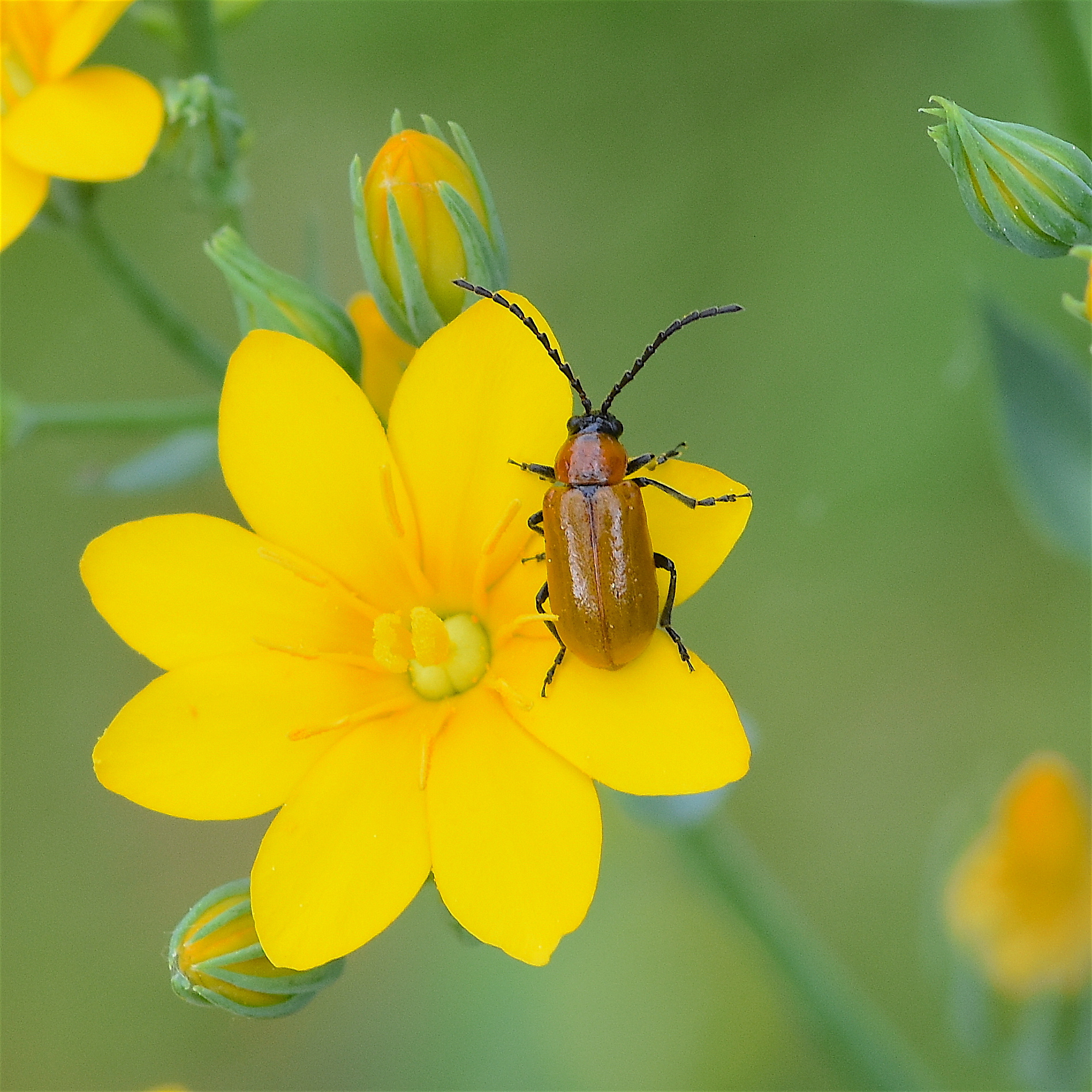
Plante autogame ou pollinisée par les insectes. Ici un coléoptère Exosoma lusitanicum.
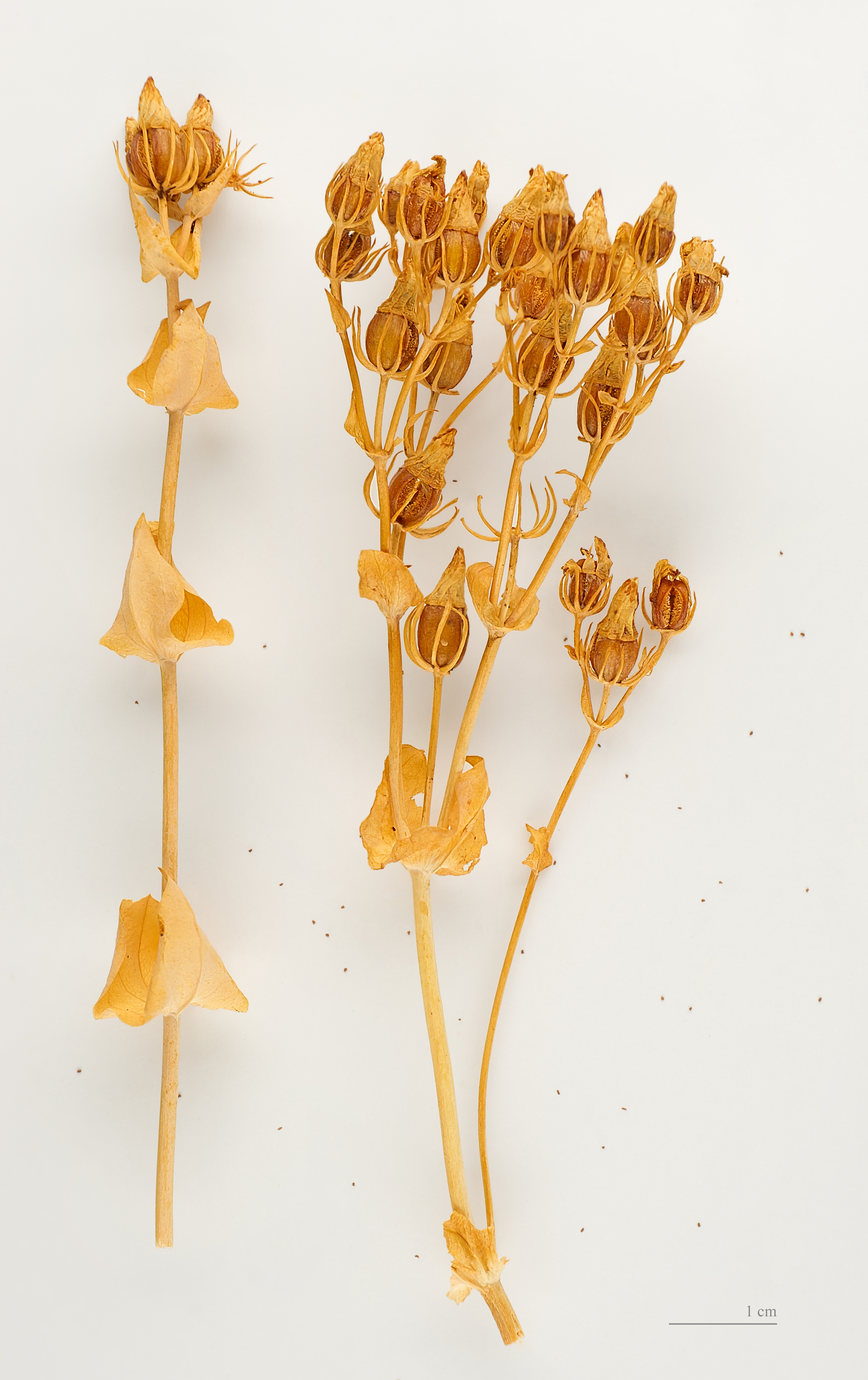
Fruits et graines MHNT

## Caractéristiques
Organes reproducteurs
- Type d'inflorescence : cyme bipare
- répartition des sexes : hermaphrodite
- Type de pollinisation : autogame
- Période de floraison : mai à septembre

Graine
- Type de fruit : capsule
- Mode de dissémination : barochore

Habitat et répartition
- Habitat type : tonsures hygrophiles de niveau topographique moyen, marnicoles basophiles
- Aire de répartition : méditerranéen-atlantique

Données d'après : Julve, Ph., 1998 ff. - Baseflor. Index botanique, écologique et chorologique de la flore de France. Version : 23 avril 2004.
Cette espèce se trouve dans les pelouses calcaires, dans le calcaire et sur les dunes. Elle fleurit de juin à octobre en Grande-Bretagne où elle est répandue mais pas commune.
Parmi les maladies affectant B. perfoliata se trouve Peronospora chlorae.

### Sous-espèces
Il existe plusieurs sous-espèces dont une des zones littorales atlantiques et l'autre des zones marneuses humides du centre-est et sud-est de la France.